# Museu miner i de minerals d'Arizona
El Museu miner i de minerals d'Arizona (en anglès, Arizona Mining and Mineral Museum) va ser un museu situat a la localitat de Phoenix, a l'estat d'Arizona (Estats Units), centrat en els minerals i la mineria. Gestionat per l'Arizona Historical Society, una agència del govern estatal, les seves exposicions incloïen més de 3.000 minerals, roques, fòssils i artefactes relacionats amb la indústria minera. El museu va tancar el maig de 2011, tot i que l'abril de 2017 es va aprovar una legislació per reobrir el museu sota la propietat de la Universitat d'Arizona.
El museu es va iniciar el 1884 com a exposició temporal a la primera fira territorial d'Arizona. Davant l'èxit aconseguit es va traslladar a un edifici permanent al recinte firal estatal el 1919. Fins al 1953 va obrir-se només per les fires, moment en què sis companyies mineres d'Arizona van proporcionar fons per al seu funcionament, començant així a obrir durant tot l'any com a museu formal. L'any 1991 el museu i les oficines del departament van desallotjar les instal·lacions del recinte firal, que aleshores estava en ruïnes i no tenien condicions climàtiques adequades per a l'emmagatzematge d'arxius de documents, i es van traslladar a l'antic auditori del santuari El Zaribah, a Phoenix.